# Claude Millet
Pour les articles homonymes, voir Millet et Claude Millet (dessinateur).
 (mai 2015).
Si vous disposez d'ouvrages ou d'articles de référence ou si vous connaissez des sites web de qualité traitant du thème abordé ici, merci de compléter l'article en donnant les références utiles à sa vérifiabilité et en les liant à la section « Notes et références ».
Claude Millet, née le 19 septembre 1960, est professeure de littérature à l'université Paris-Diderot, spécialiste du XIXe siècle français.

## Biographie
Ancienne élève de l'École normale supérieure de Fontenay-aux-Roses, elle est agrégée de lettres modernes et spécialiste du romantisme français. Après avoir été enseignante de lettres en lycée et ATER à l’UFR de Lettres modernes de l’université de Lille 3 (1990-1992), elle soutient une thèse sur Victor Hugo, intitulée Le mur des siècles : la représentation de l'histoire dans la nouvelle série de la Légende des siècles de Victor Hugo (1991). 
Elle est maître de conférences à l'université de Rouen (1992-2000), professeure à l'université Lille-III (2000-2006) et enseigne actuellement à l'université Paris-Diderot, où elle anime depuis 2008 le Groupe de recherche sur Victor Hugo.

## Recherches et activités éditoriales
Ses domaines de recherche sont le romantisme et l'antiromantisme, la poésie, les légendes et les mythes du XIXe siècle, l'écriture de l'histoire, littérature et idéologie.
Elle co-dirige, avec David Charles, le Dictionnaire Victor Hugo et avec Paule Pétitier la revue Écrire l'histoire et la collection Le siècle de l'histoire. 
En 2004, elle a coordonné un numéro de la Revue des Sciences humaines sur « La poésie en procès » et en 2010 le numéro 61 de Textuel « Contre le romantisme ».

## Publications

### Publications en tant qu'auteur
- L'esthétique romantique (anthologie), Paris, Presses Pocket, coll. « Agora », 1991.
- Victor Hugo, La Légende des siècles, Paris, PUF, coll. « Études littéraires », 1995.
- Le Légendaire au XIXe siècle - Poésie, mythe et vérité, Paris, PUF, coll. « Perspectives littéraires », 1997[7]
- La Légende des siècles, Première Série, Les Petites Épopées, Paris, LGF, Le Livre de poche classique, 2000.
- Le Despote oriental, Paris, Maisonneuve & Larose, série Victor Hugo et l'Orient, 2001.
- Hugo et la guerre (dir.), Paris, Maisonneuve & Larose, 2002.
- La poésie en procès (dir.), Revue des Sciences Humaines no 276, 2004.
- Le Romantisme. Du bouleversement des lettres à la France révolutionnaire, Paris, Le Livre de poche, coll. « Référence », 2007[8].
- (Co-auteure) Choses vues depuis Hugo. Hommage à Guy Rosa, avec Florence Naugrette et Agnès Spiquel, Valenciennes, Presses universitaires de Valenciennes, 2008.
- (Éd.) Politiques antiromantiques, études réunies par Claude Millet, Paris, Classiques Garnier, 2012.
- La circonstance lyrique. Actes du colloque international de Lille 2005, Lausanne, Peter Lang, 2012.
- Dictionnaire Victor Hugo, sous la dir. de Claude Millet et David Charles, Paris, Classiques Garnier, coll. « Dictionnaires et synthèses », 2023.

### Contributions à des ouvrages collectifs
- « Le Romantisme » dans La Poésie française du Moyen Âge à nos jours (dir. M. Jarrety), Paris, PUF, coll. « Premier cycle », 1997 (réédition coll. « Quadrige », 2006).
- « L'éclatement poétique, 1848-1898 » dans Histoire de la France littéraire - Tome III (dir. P. Berthier et M. Jarrety), Paris, PUF, coll. « Quadrige », 2006.

### Document sonore
- « Entretien sur le Romantisme », Site Canopé, 5 min, en ligne.